# Dziedzice (Domaszowice)

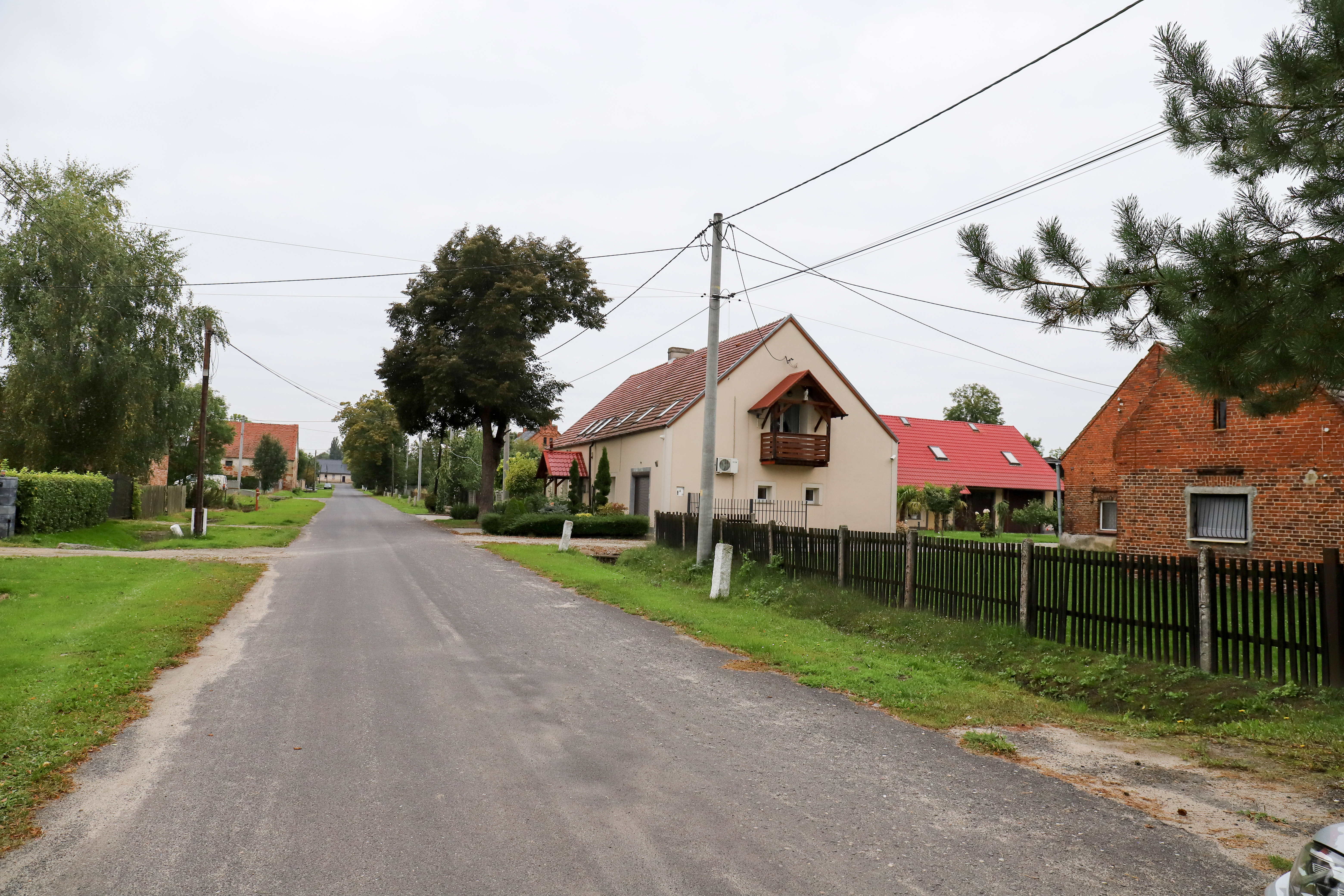
Dorfstraße

Dziedzice (deutsch: Dziedzitz) ist ein Ort in der Landgemeinde Domaszowice im Powiat Namysłowski der Woiwodschaft Opole in Polen.

## Geographie
Das Straßendorf Dziedzice liegt drei Kilometer nordöstlich von Domaszowice (Noldau), 15 Kilometer südöstlich von Namysłów (Namslau) und 57 Kilometer nördlich von Opole (Oppeln) in der Nizina Śląska (Schlesische Tiefebene). Es liegt an der Kluczbork–Oleśnica. Durch den Ort verläuft die Droga krajowa 42.
Nachbarorte von Dziedzice sind im Südwesten  Domaszowice (Noldau), im Norden Włochy (Wallendorf), im Südosten Duczów Wielki (Groß Deutschen) und Duczów Mały (Klein Deutschen) und im Süden Wielołęka (Wielolanka).

## Geschichte
Der Ort wurde erstmals 1254 als Preuatouici erwähnt. Aus dem 14. Jahrhundert ist der Ortsname Secicz überliefert.
Nach dem Ersten Schlesischen Krieg 1742 fiel Dziedzitz mit dem größten Teil Schlesiens an Preußen.
Nach der Neuorganisation der Provinz Schlesien gehörte die Landgemeinde Dziedzitz ab 1816 zum Landkreis Namslau im Regierungsbezirk Breslau. 1845 bestanden im Dorf eine Freischoltisei, eine Ziegelei und 31 Häuser. Im gleichen Jahr lebten in Dziedzitz 235 Menschen, davon 10 evangelisch. 1874 wurde der Amtsbezirk Wallendorf gegründet, welcher die Landgemeinden Bachowitz, Dziedzitz, Erdmannsdorf, Noldau, Sophienthal und Wallendorf und die Gutsbezirke Bachowitz, Noldau, Wallendorf und Wallendorf, Forst umfasste.
Bei der Volksabstimmung in Oberschlesien am 20. März 1921, bei welcher auch ein kleiner Teil Niederschlesiens miteingeschlossen wurde, stimmten in Dziedzitz 244 Wahlberechtigte für einen Verbleib bei Deutschland und 10 für Polen. Dziedzitz verblieb beim Deutschen Reich. Am 11. Juni 1930 wurde der Ort in Erbenfeld umbenannt. 1933 zählte Erbenfeld 258 sowie 1939 254 Einwohner. Bis 1945 gehörte der Ort zum Landkreis Namslau.
1945 kam der bisher deutsche Ort unter polnische Verwaltung, wurde in Dziedzice umbenannt und der Woiwodschaft Schlesien angeschlossen. 1950 wurde Dziedzice der Woiwodschaft Oppeln zugeteilt. 1999 wurde es Teil des wiedergegründeten Powiat Namysłowski.

## Sehenswürdigkeiten

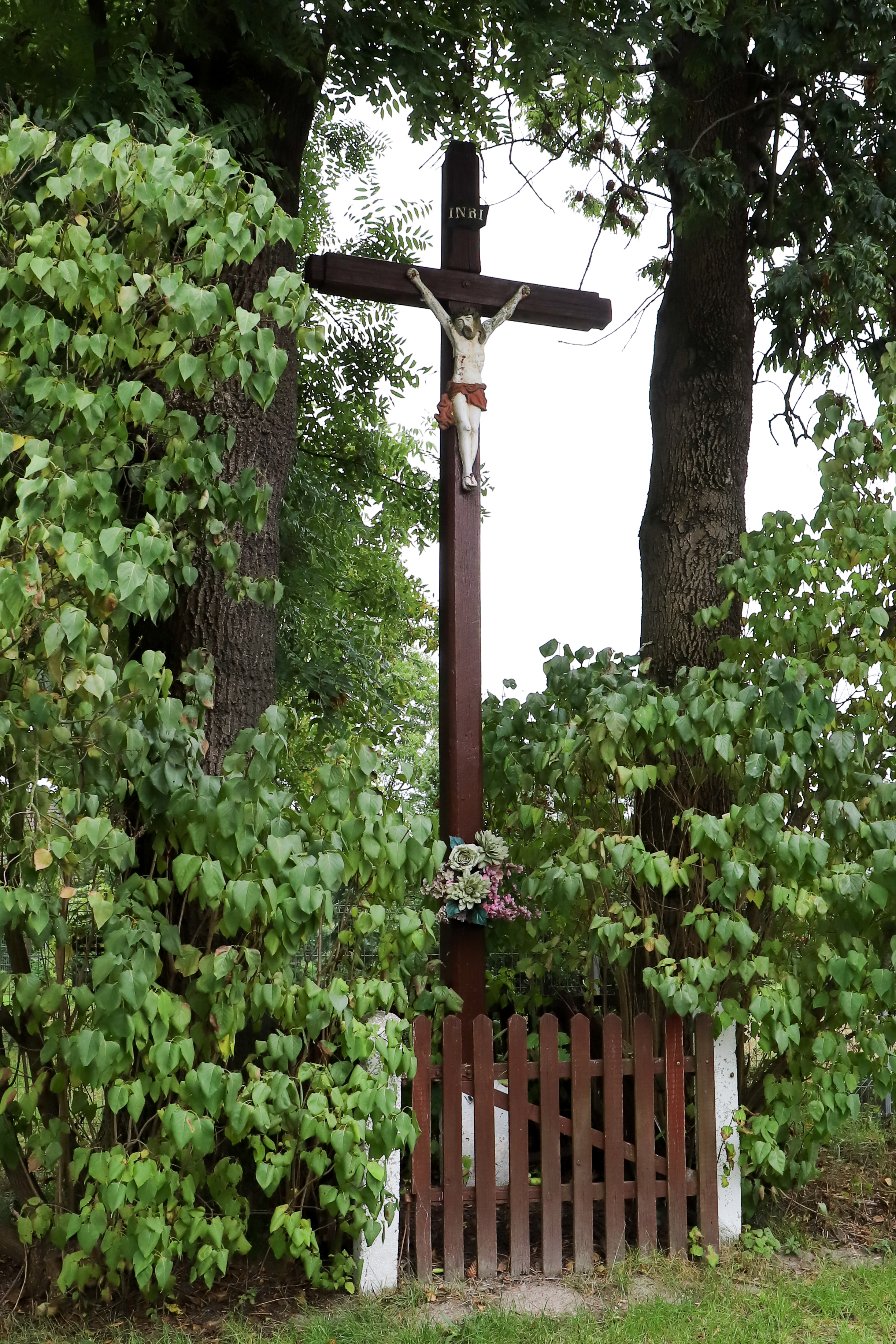
Wegkreuz

- Grabstätte von Jan Skala auf dem örtlichen Friedhof

## Persönlichkeiten
- Jan Skala (1889–1945), sorbischer Publizist und Schriftsteller, in Erbenfeld von Soldaten der Roten Armee ermordet.